# Marquigny
Marquigny est une commune française, située dans le département des Ardennes en région Grand Est.

## Géographie
La commune est située au centre du département des Ardennes, un peu au sud des crêtes préardennaises, au-dessus de la vallée de l'Aisne et en limite des plaines crayeuses de la Champagne, dans un paysage légèrement vallonné, le bourg étant dans la vallée d'un ruisseau.
|               | Chagny    |                        |
| La Sabotterie | Marquigny | Bairon et ses environs |
|               | Lametz    |                        |

Le ruisseau de Longwee traverse une partie du territoire communal, de son centre, vers le sud-est.

### Hydrographie
La commune est traversée par la ligne de partage des eaux entre  les bassins hydrographiques Rhin-Meuse et Seine-Normandie. Elle est drainée par le ruisseau de Longwé,.

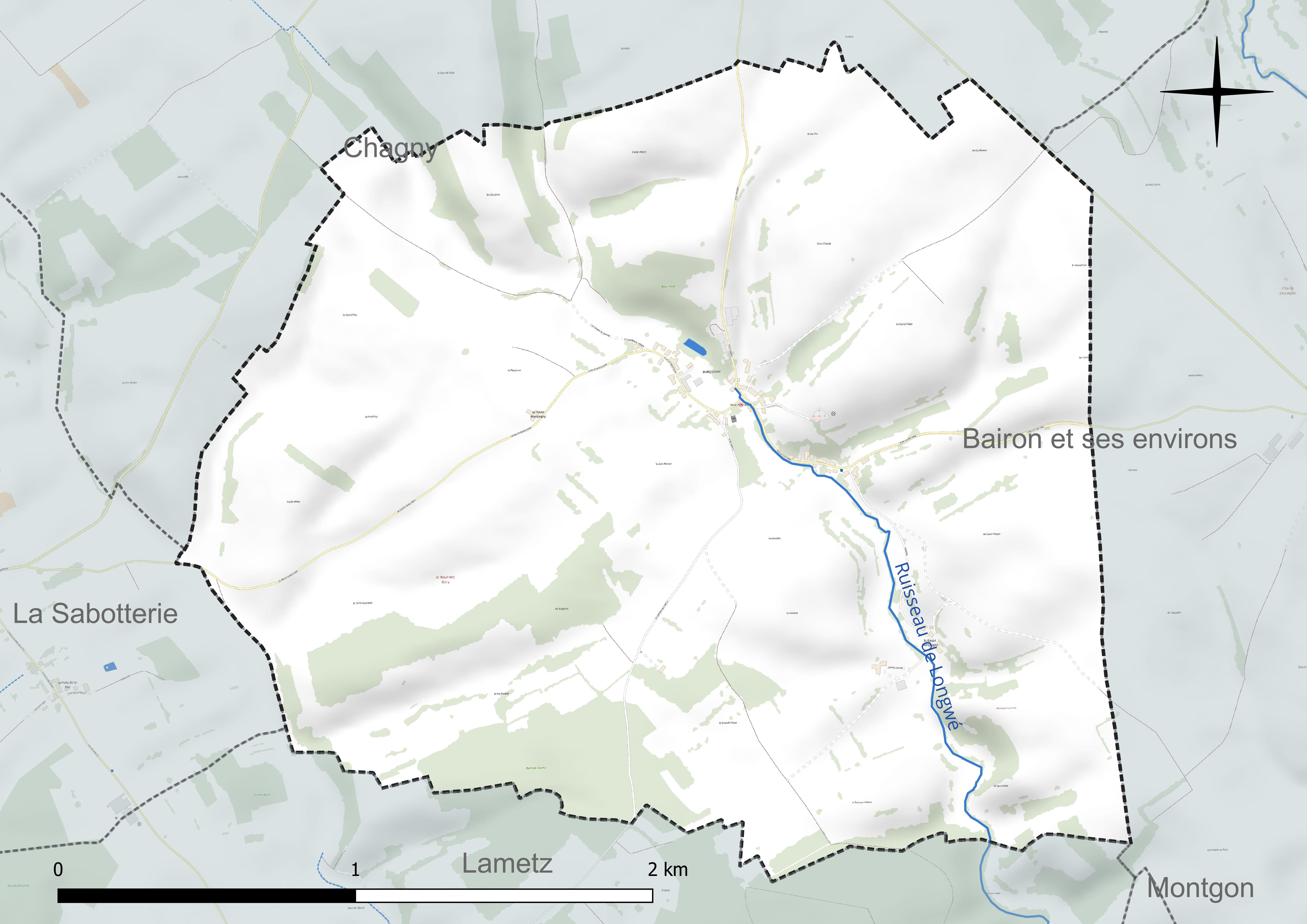
Réseau hydrographique de Marquigny.

### Climat
Pour des articles plus généraux, voir Climat du Grand Est et Climat des Ardennes.
En 2010, le climat de la commune est de type climat de montagne, selon une étude du Centre national de la recherche scientifique s'appuyant sur une série de données couvrant la période 1971-2000. En 2020, Météo-France publie une typologie des climats de la France métropolitaine dans laquelle la commune est exposée à un climat océanique altéré et est dans la région climatique Nord-est du bassin Parisien, caractérisée par un ensoleillement médiocre, une pluviométrie moyenne régulièrement répartie au cours de l’année et un hiver froid (3 °C).
Pour la période 1971-2000, la température annuelle moyenne est de 9,9 °C, avec une amplitude thermique annuelle de 15,5 °C. Le cumul annuel moyen de précipitations est de 918 mm, avec 13,5 jours de précipitations en janvier et 9,4 jours en juillet. Pour la période 1991-2020, la température moyenne annuelle observée sur la station météorologique de Météo-France la plus proche, « Launois-sur-Vence_sapc », sur la commune de Launois-sur-Vence à 17 km à vol d'oiseau, est de 10,5 °C et le cumul annuel moyen de précipitations est de 889,5 mm. 
La température maximale relevée sur cette station est de 39,4 °C, atteinte le 25 juillet 2019 ; la température minimale est de −12,8 °C, atteinte le 7 février 2012,,.
Les paramètres climatiques de la commune ont été estimés pour le milieu du siècle (2041-2070) selon différents scénarios d'émission de gaz à effet de serre à partir des nouvelles projections climatiques de référence DRIAS-2020. Ils sont consultables sur un site dédié publié par Météo-France en novembre 2022.

## Urbanisme

### Typologie
Au 1er janvier 2024, Marquigny est catégorisée commune rurale à habitat dispersé, selon la nouvelle grille communale de densité à 7 niveaux définie par l'Insee en 2022.
Elle est située hors unité urbaine. Par ailleurs la commune fait partie de l'aire d'attraction de Charleville-Mézières, dont elle est une commune de la couronne,. Cette aire, qui regroupe 132 communes, est catégorisée dans les aires de 50 000 à moins de 200 000 habitants,.

### Occupation des sols
L'occupation des sols de la commune, telle qu'elle ressort de la base de données européenne d’occupation biophysique des sols Corine Land Cover (CLC), est marquée par l'importance des territoires agricoles (95,6 % en 2018), une proportion identique à celle de 1990 (95,6 %). La répartition détaillée en 2018 est la suivante : 
terres arables (51 %), prairies (32,3 %), zones agricoles hétérogènes (12,3 %), forêts (4,4 %). L'évolution de l’occupation des sols de la commune et de ses infrastructures peut être observée sur les différentes représentations cartographiques du territoire : la carte de Cassini (XVIIIe siècle), la carte d'état-major (1820-1866) et les cartes ou photos aériennes de l'IGN pour la période actuelle (1950 à aujourd'hui).

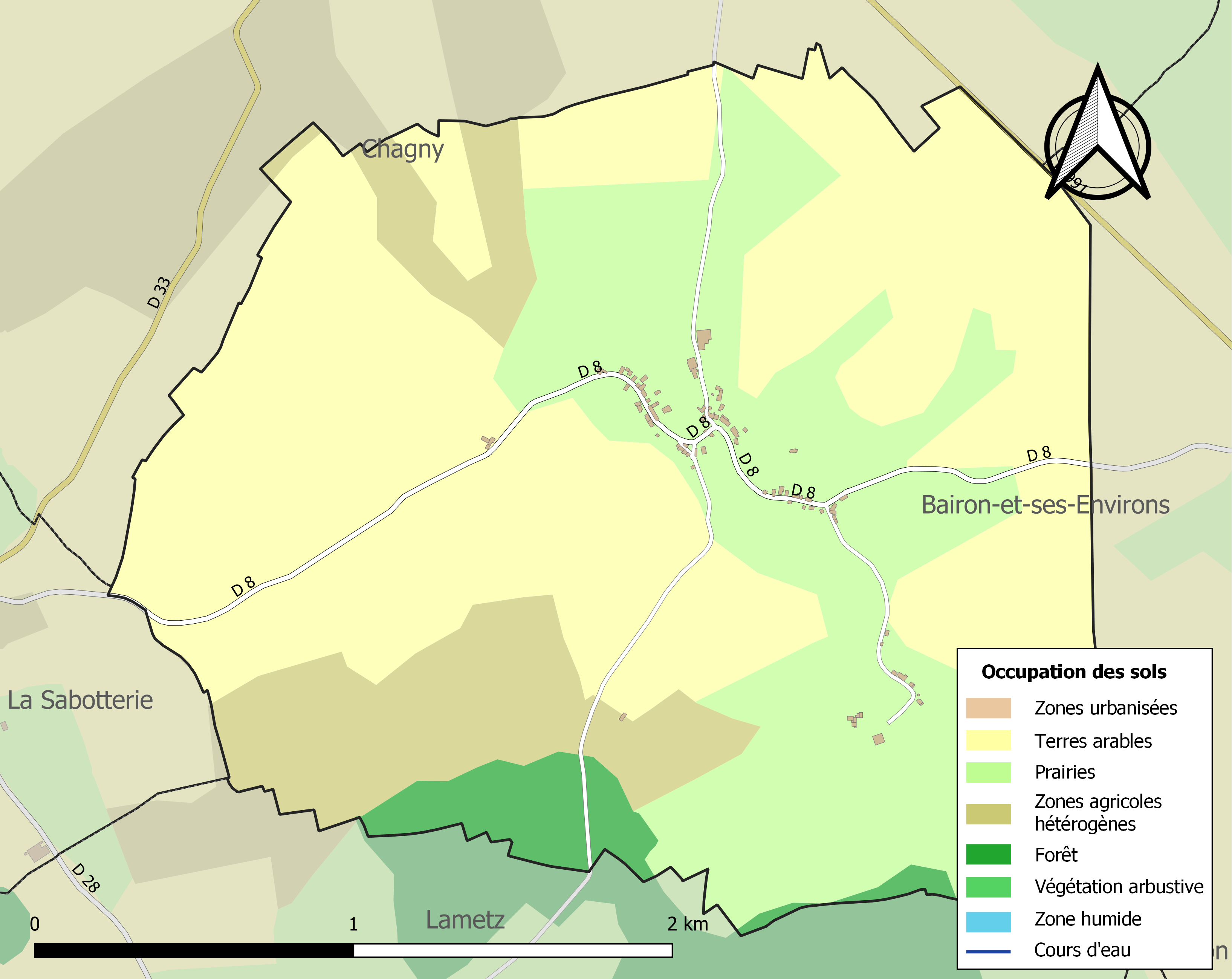
Carte des infrastructures et de l'occupation des sols de la commune en 2018 (CLC).

## Toponymie
Parmi les anciennes formes du nom de ce village, on trouve Makeny  en 2018, Marqueneium en latin en 1237, Marqueni en 1293, Marqueny en 1324. Pour Henri Manceau, ce nom est issu soit du mot germanique Mark signifiant limite, marque, borne, soit du nom, Marken, d'un possesseur ancien.
Par le passé, il était commun d'appeler la commune Marquigny-aux-Bois.

## Histoire
À l'époque gallo-romaine, une voie romaine menant de Reims à Trèves passe plus au sud, à Voncq et Le Chesne. Une voie secondaire ou diverticulum part de Voncq vers Day puis Marquigny, puis continue vers le nord.
Au Moyen Âge, le fief est un alleu mentionné en tant que tel dans la charte dite des Mares de 1218, avant qu'il ne soit repris par le comte de Rethel. En 1292, Robinet, lui-même descendant des comtes de Rethel, rend hommage à Jeanne de Rethel pour ce territoire. Le village est ensuite fractionné en plusieurs fiefs. Un château, dont il ne reste rien, a existé jusqu'au XVIIe siècle, avec un four banal, un pressoir, un vivier, des granges et un moulin. Il y avait aussi proche de ce château, au centre du village une maison seigneuriale qui a existé jusqu'au milieu du XIXe siècle. En 1542, les seigneuries sont regroupées par Guilleton Daguerre. En 1657, le village a trente maisons de brulées par faits de guerre. L'hiver de 1709 est si terrible que les habitants furent exemptés de terrage pour plusieurs années.

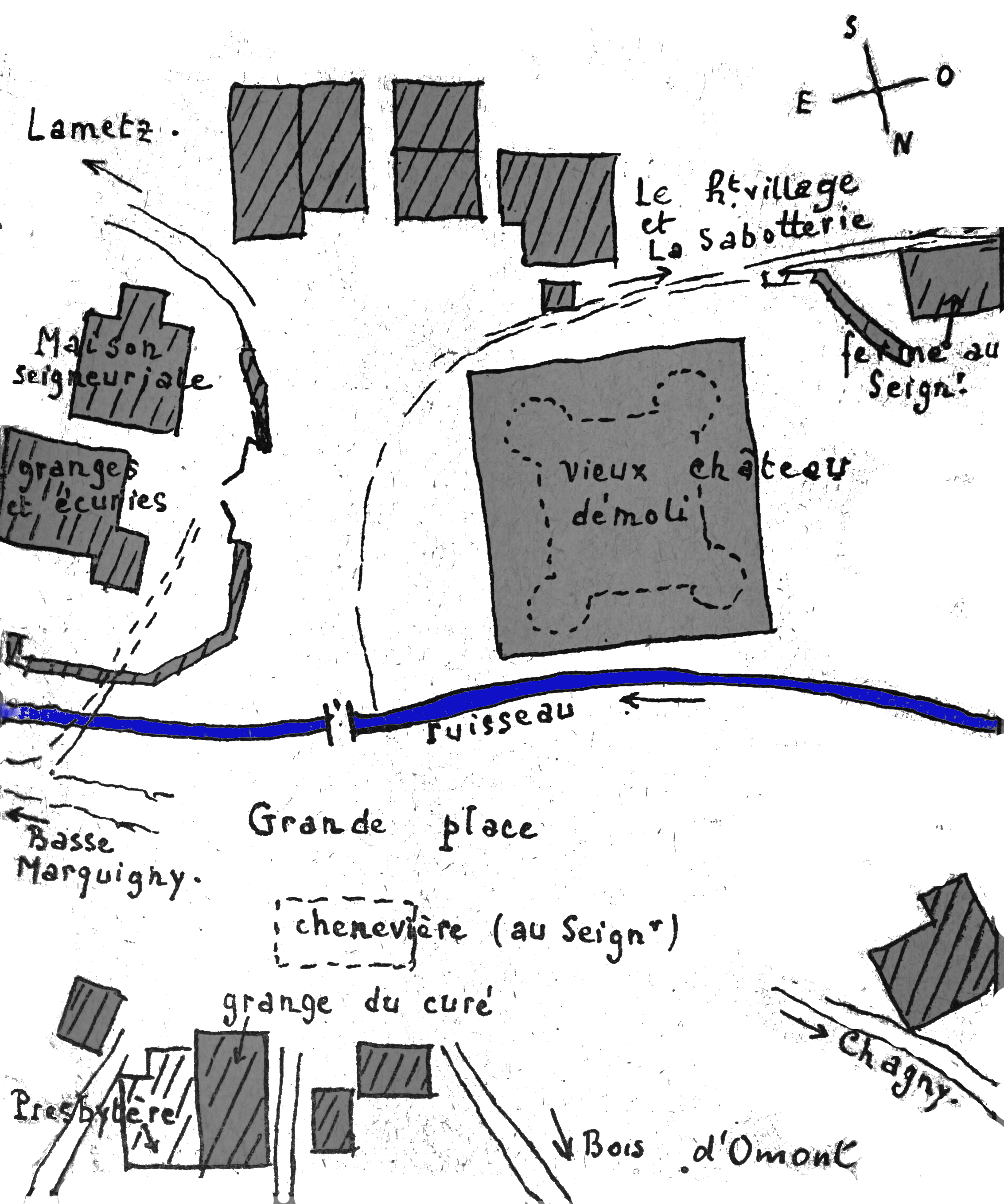
Carte de 1766.

À la Révolution de 1789, le village se réunit pour établir un cahier de doléance et désigner des délégués à l'assemblée du bailliage de Reims. À la veille de la bataille de Valmy, des hommes du village rejoignent en volontaires les troupes républicaines. Après Valmy, début octobre 1792, le village subit un pillage par la troupe des émigrés vaincus. Le premier Empire ramène de l'ordre après une période assez confuse, avec des ventes de biens nationaux qui n'ont profité qu'à quelques-uns, et des périodes d'agitation politique, de dénonciations, etc. Pendant la guerre franco-allemande de 1870, l'équipage de l'empereur Napoléon III passe à quelques kilomètres du village. La commune est occupée par des troupes prussiennes de mars à fin décembre 1871. Pendant la Première Guerre mondiale, les avant-gardes allemandes pénètrent dans le village le 30 août 1914, et les troupes françaises le reprennent le 6 septembre 1918.

## Politique et administration
| Période                                  | Période    | Identité           | Étiquette | Qualité |
| ---------------------------------------- | ---------- | ------------------ | --------- | ------- |
| mai 2020                                 | En cours   | Jean-Luc Sauce     |           | Employé |
| mars 2014                                | mai 2020   | Guillaume Descamps |           |         |
| mars 2001                                | mars 2014  | René Sauvage       |           |         |
|                                          |            | Robert Dupont      |           |         |
| autour de                                | 1914       | Philogène Piot     |           |         |
|                                          |            | Raymond Pierlot    |           |         |
| Les données manquantes sont à compléter. |            |                    |           |         |
| avant 1875                               | après 1876 | Dupuy              |           |         |

## Démographie
L'évolution du nombre d'habitants est connue à travers les recensements de la population effectués dans la commune depuis 1793. Pour les communes de moins de 10 000 habitants, une enquête de recensement portant sur toute la population est réalisée tous les cinq ans, les populations de référence des années intermédiaires étant quant à elles estimées par interpolation ou extrapolation. Pour la commune, le premier recensement exhaustif entrant dans le cadre du nouveau dispositif a été réalisé en 2007.

En 2022, la commune comptait 74 habitants, en évolution de −16,85 % par rapport à 2016 (Ardennes : −2,97 %, France hors Mayotte : +2,11 %).
| 1793 | 1800 | 1806 | 1821 | 1831 | 1836 | 1841 | 1846 | 1851 |
| ---- | ---- | ---- | ---- | ---- | ---- | ---- | ---- | ---- |
| 284  | 287  | 308  | 265  | 314  | 324  | 333  | 333  | 336  |

| 1866 | 1872 | 1876 | 1881 | 1886 | 1891 | 1896 | 1901 | 1906 |
| ---- | ---- | ---- | ---- | ---- | ---- | ---- | ---- | ---- |
| 265  | 283  | 286  | 283  | 281  | 243  | 241  | 226  | 208  |

| 1911 | 1921 | 1926 | 1931 | 1936 | 1946 | 1954 | 1962 | 1968 |
| ---- | ---- | ---- | ---- | ---- | ---- | ---- | ---- | ---- |
| 213  | 191  | 186  | 149  | 146  | 125  | 123  | 120  | 100  |

| 1975 | 1982 | 1990 | 1999 | 2006 | 2007 | 2012 | 2017 | 2022 |
| ---- | ---- | ---- | ---- | ---- | ---- | ---- | ---- | ---- |
| 87   | 70   | 64   | 65   | 66   | 66   | 89   | 84   | 74   |

## Culture locale et patrimoine

### Lieux et monuments
La tradition veut que l'église ait été construite sur le lieu d'une bataille gagnée par Charlemagne. Un vitrail de l'église rappelle cette légende, représentant l'empereur à la barbe fleurie tenant en sa mainun globe terrestre. Le bâtiment actuel a été bâti en 1888. Des squelettes anciens auraient été trouvés lors de cette construction, sans qu'on sache réellement à quoi ils correspondent. Ce bâtiment contient quelques éléments d'une église antérieure : les ogives et les chapiteaux des colonnettes du chœur, notamment. Mais selon Henri Manceau, dans une étude sur son village natal écrite en 1927, éditée dans l'almanach Matot-Braine dans l'entre-deux-guerres, et rééditée en 2008, le style de ces éléments permet de les dater du XIIe siècle. La légende carolingienne a pu se former à cette époque. Cette église antérieure figure sur le plan cadastral du village daté de 1832 : elle était plus large que le bâtiment actuel. L'abbaye Saint-Remi de Reims avait acquis des droits sur cette église au Moyen Âge. Elle a été dépendante ultérieurement de celle de Chagny puis du doyenné de Mouzon.
- Église Notre-Dame de Marquigny.

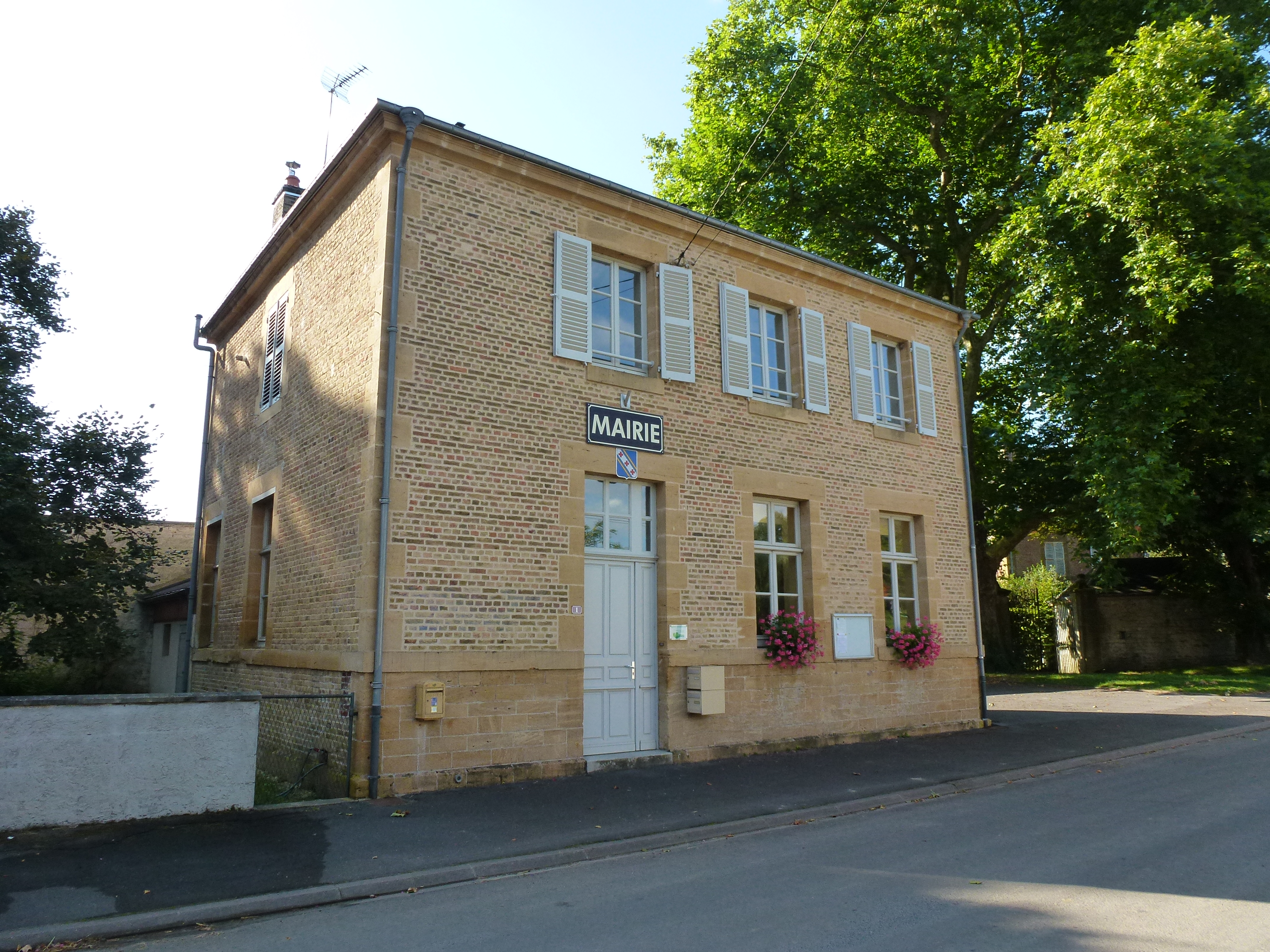
Mairie.
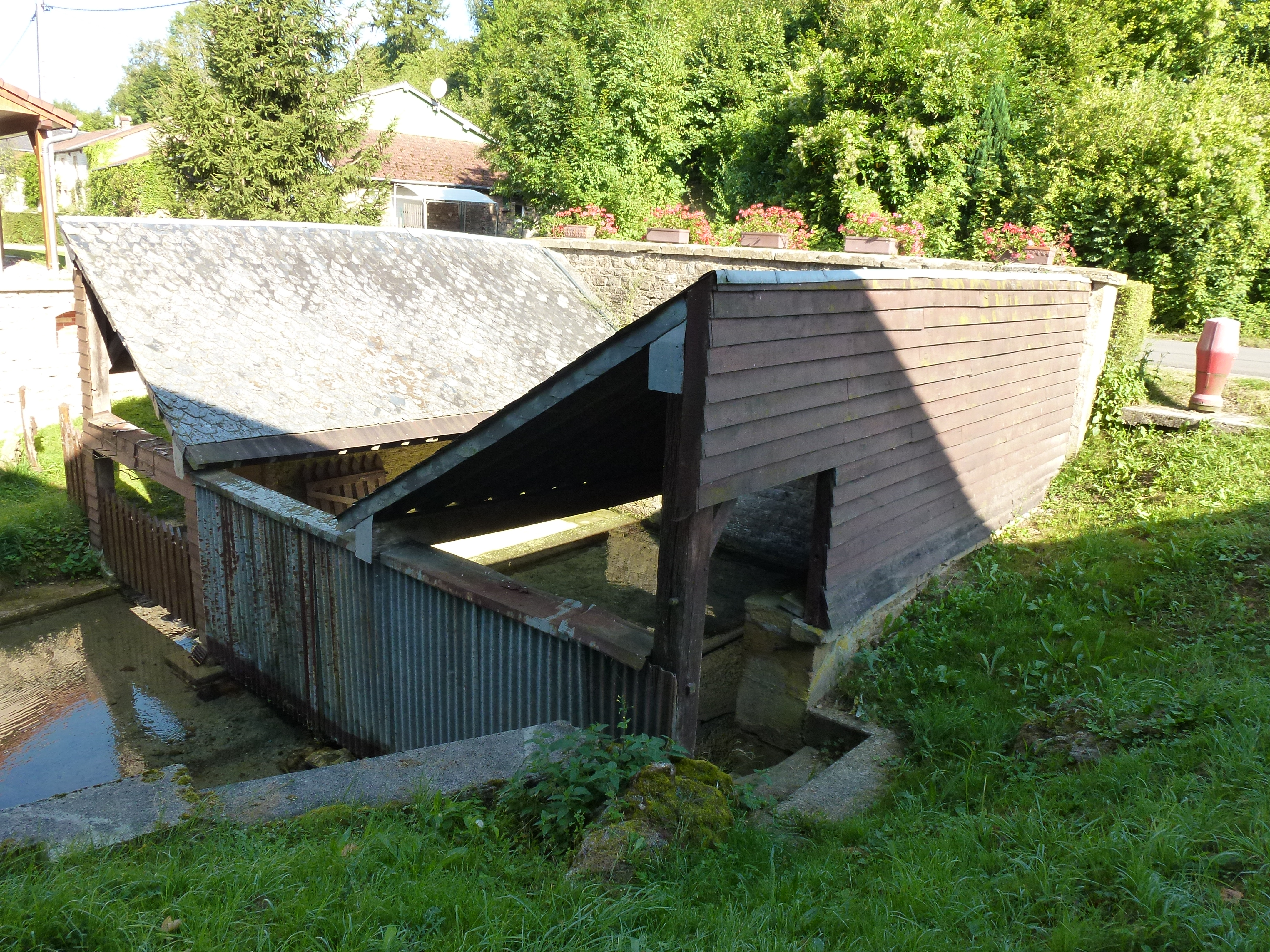
Lavoir.
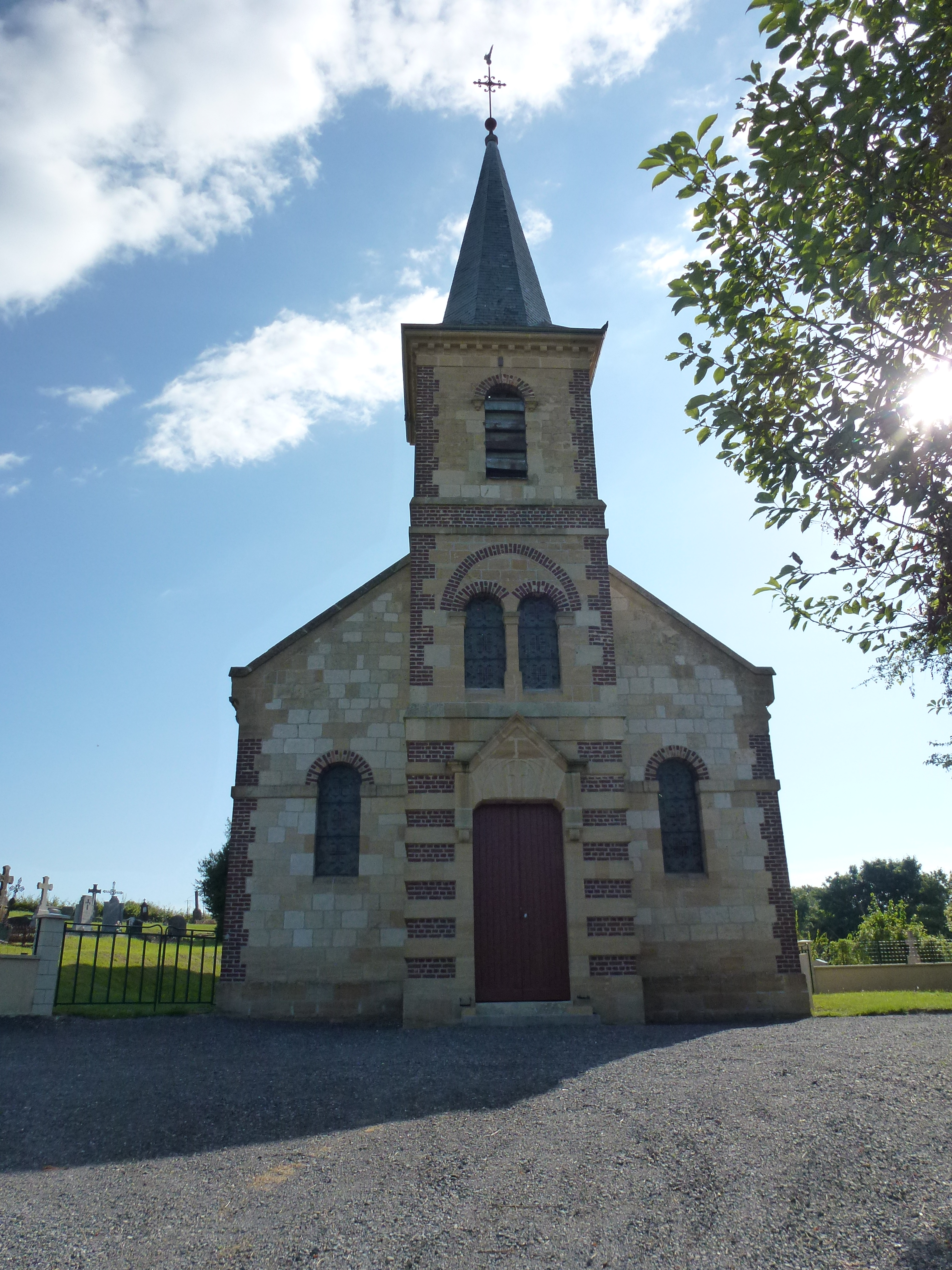
Église : façade.
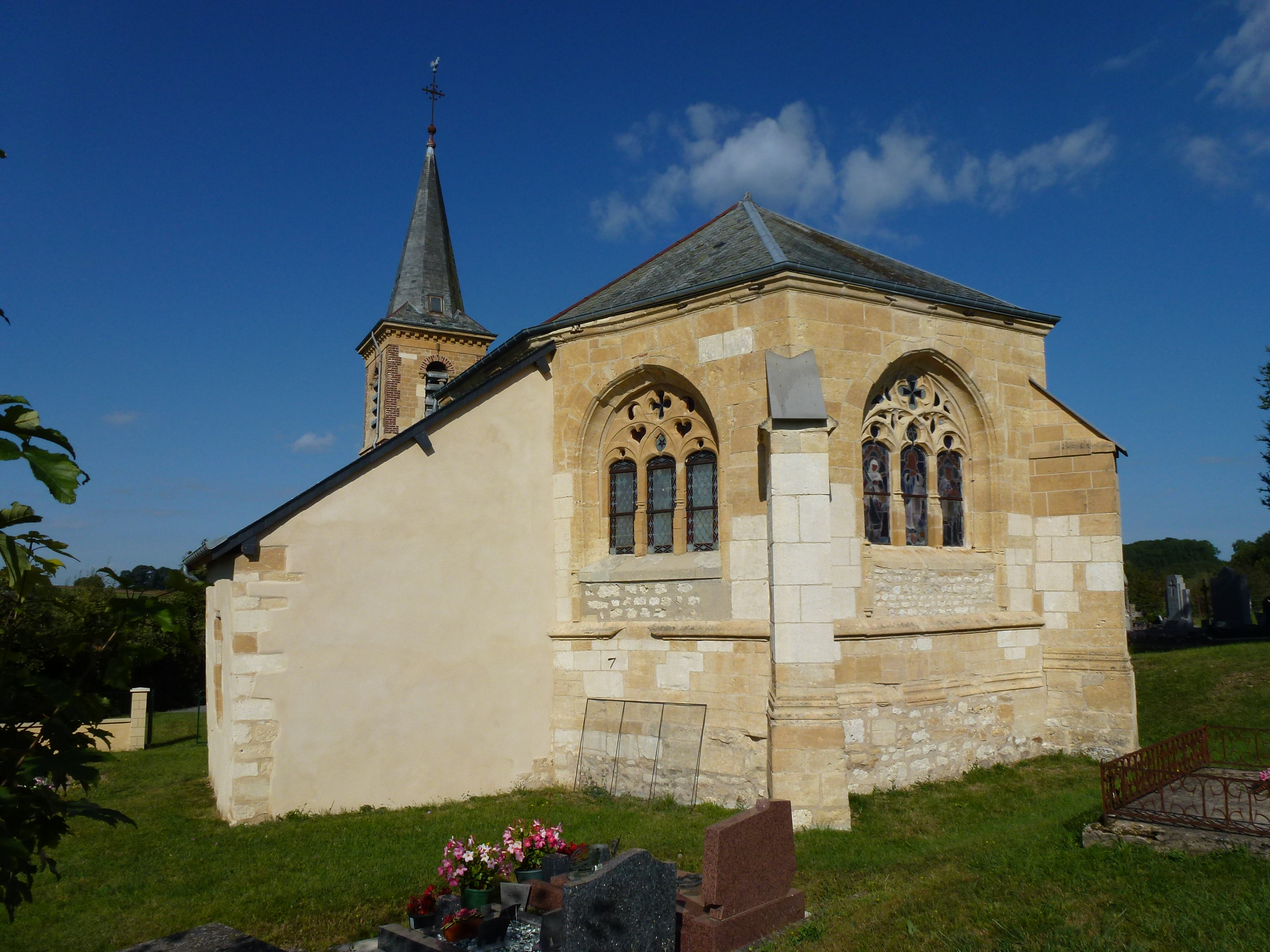
Église.
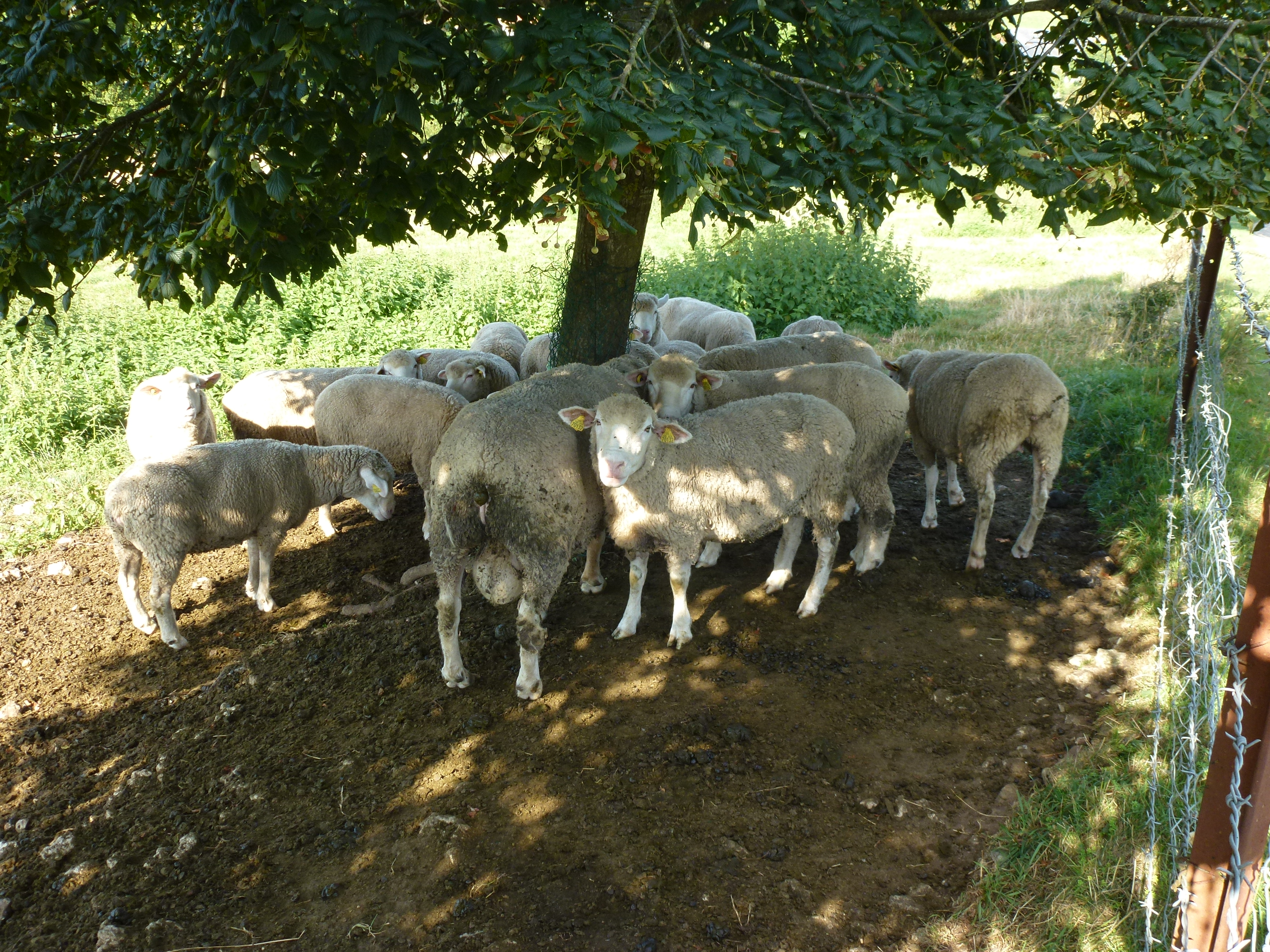
Moutons dans le pré accolé à l'église.

### Personnalités liées à la commune

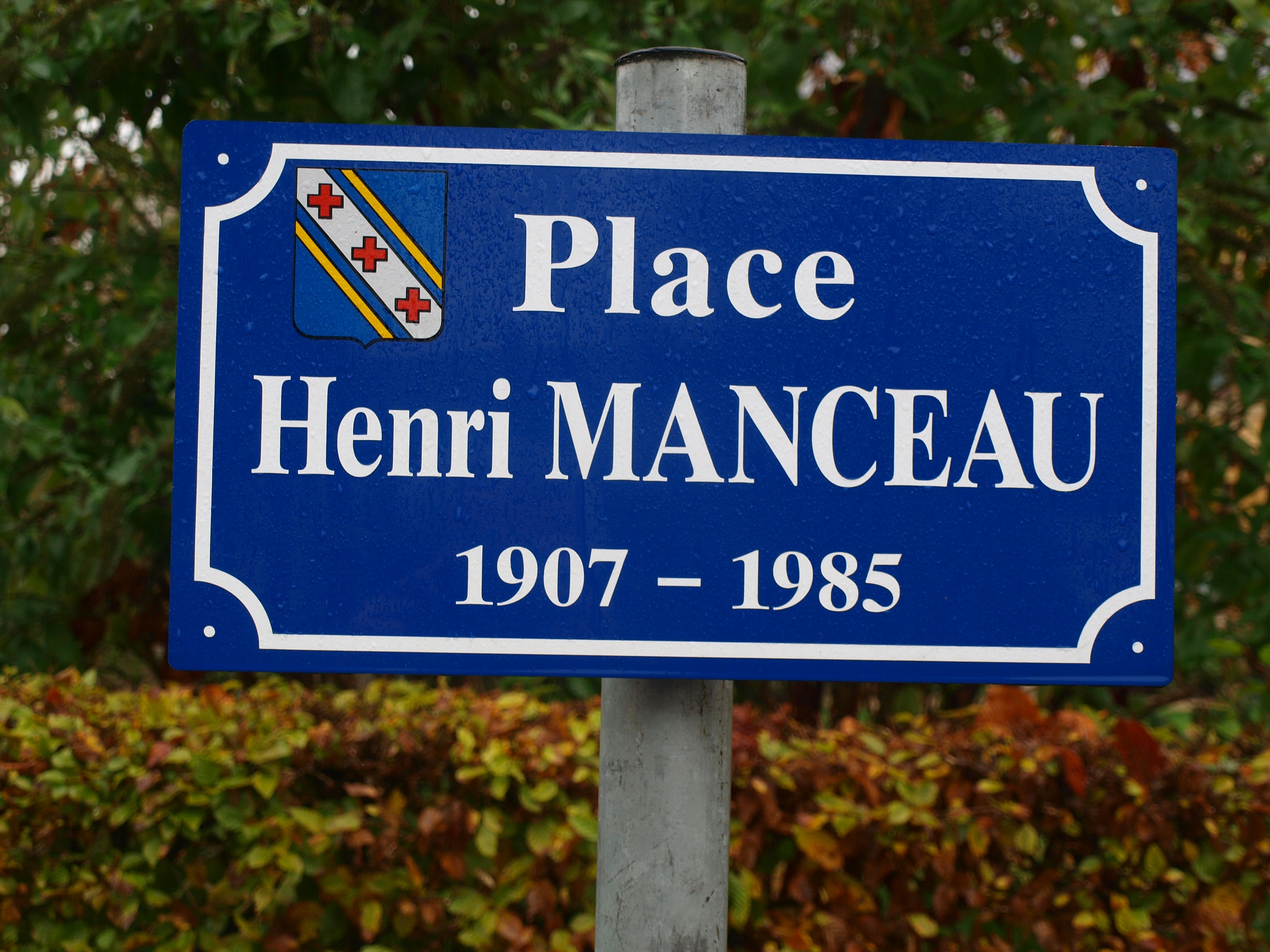
La municipalité rend hommage à Henri Manceau.

- Henri Manceau (1907-1985), historien du mouvement ouvrier, de l'histoire sociale et de la vie quotidienne, particulièrement dans les Ardennes, y naquit.

### Héraldique
| Blason de Marquigny | Blason  | D'azur à la bande d'argent chargée de trois croisettes de gueules posées à plomb et côtoyée de deux cotices d'or. |
| Blason de Marquigny | Détails | Le statut officiel du blason reste à déterminer.                                                                  |